# Lake Boga
Lake Boga – miasto w Australii, w stanie Wiktoria.